# IPhone 5c
Az iPhone 5c az Apple Inc. okostelefonja, amely 2013. szeptember 20-án jelent meg. Az Apple 2013. szeptember 10-én tartott bemutatóján ismertette a készüléket az iPhone 5s-sel együtt. A készülék iOS 7 operációs rendszerrel működik.

## Története
Az iPhone 5C készüléket 2013. szeptember 10-én jelentette be az Apple egy sajtótájékoztatón cupertinói székhelyén az iPhone 5S-sel egyszerre. Az 5S modell lett az iPhone-ok zászlóshajója, míg az 5C-t középkategóriás készüléknek tervezték. Míg a 16 gigabyte-os iPhone 5S előfizetéssel 199 dollárért, előfizetés nélkül 649 dollárért került a boltokba, a szintén 16 Gb-os iPhone 5C 99 és 549 dollárba került. Megjelenésükkel párhuzamosan az iPhone 4S ára kétéves hűség esetén ingyenes lett, kártyafüggetlenül pedig 449 dollár. Eltérően a korábbi új megjelenésektől, amikor az új készülékek elődjét továbbra is gyártották és olcsóbb áron árusították, ezúttal az előd, az iPhone 5 nem lett olcsóbb és gyártása megszűnt.
Az iPhone 5C-t az előzetes hírek alapján "olcsó iPhone"-nak várták, ennek ellenére az abban az időszakban piacra kerülő más, hasonló kategóriájú készülékekhez - Samsung Galaxy S4 és HTC One - hasonló áron indult.
2014. március 18-án 16 és 32 gigás készülékek mellett 8 gigabyte-os iPhone 5C készülékek is megjelentek, de csak az Egyesült Királyságban, Franciaországban, Németországban, Olaszországban, Ausztráliában, Svédországban és Kínában kerültek forgalomba.

## Fogadtatás

### Kritikusi vélemények
Az iPhone 5C kedvező fogadtatásra talált. Pozitív tulajdonságai az iOS 7 operációs rendszer, az akkumulátor élettartama és a változatos színű külső burkolat, negatív tulajdonságai a magas ár, a polikarbonát burkolat miatti kevésbé minőségi érzés, illetve hogy túlságosan hasonlít az iPhone 5-höz.

### Kereskedelmi fogadtatás
Az iPhone 5S és 5C készülékekből több mint 9 millió darab kelt el megjelenésük első három napjában, ami új rekord volt az okostelefonok első hétvégés eladási adatainak kategóriájában, és az 5S-ből háromszor annyi darabot értékesítettek, mint az 5C-ből. Megjelenésük első napja után az Egyesült Államokban használt összes iPhone 1%-a iPhone 5S volt, 0,3%-a pedig iPhone 5C. Hat hónappal a készülék megjelenése után, 2014. március 25-én az Apple bejelentette, hogy az iPhone márka értékesítése túllépte az 500 millió darabot.

## Színek
Az iPhone 5c az alábbi színekben jelent meg:
| Szín | Név    |
| ---- | ------ |
|      | White  |
|      | Blue   |
|      | Green  |
|      | Yellow |
|      | Pink   |

## Fordítás
Ez a szócikk részben vagy egészben  az   iPhone 5C című angol Wikipédia-szócikk ezen változatának fordításán alapul.  Az eredeti cikk szerkesztőit annak laptörténete sorolja fel. Ez a jelzés csupán a megfogalmazás eredetét és a szerzői jogokat jelzi, nem szolgál a cikkben szereplő információk forrásmegjelöléseként.